# Profesor Moriarty

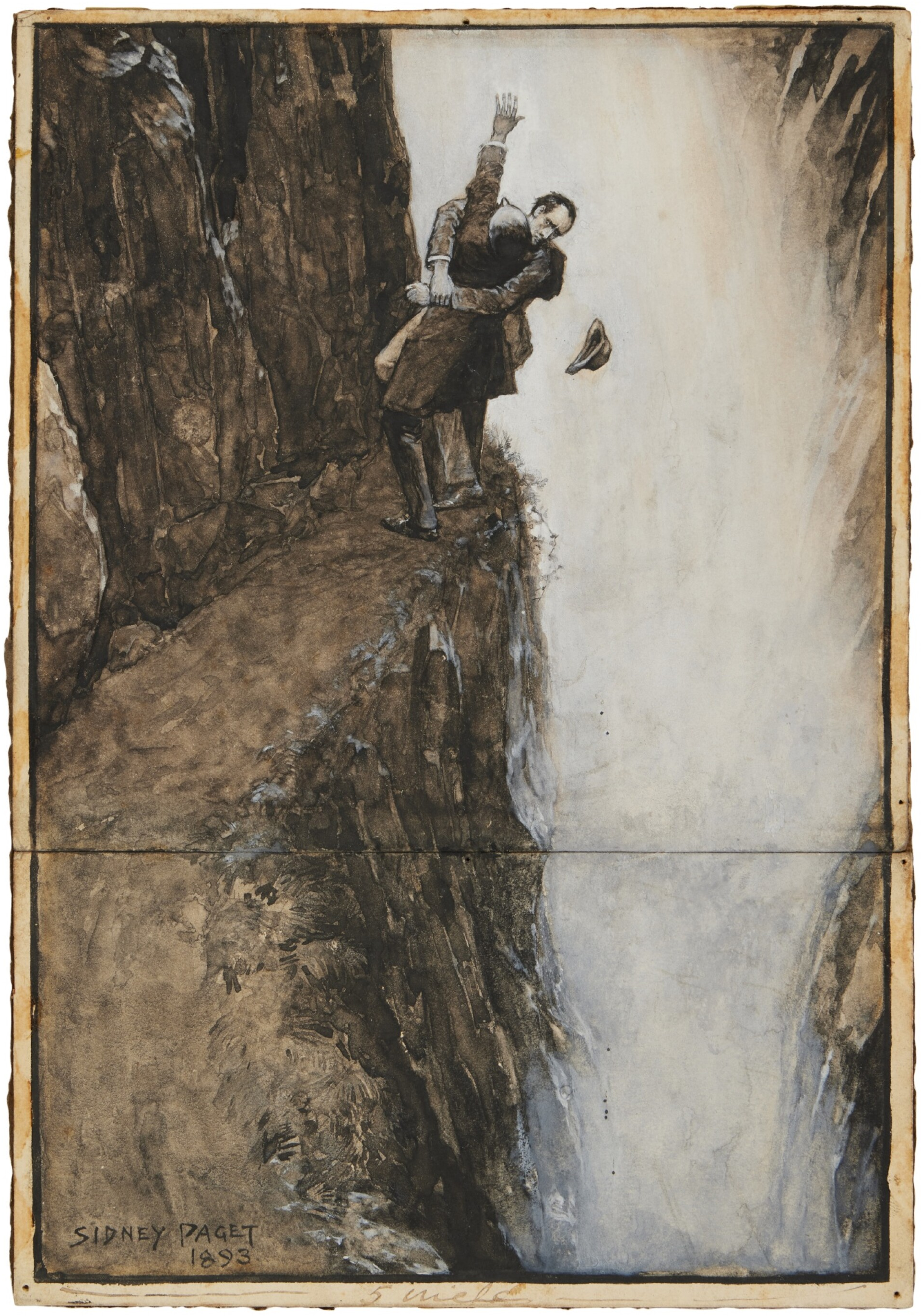
Zápas Holmese a Moriartyho u Reichenbašských vodopádů (povídka Poslední případ)

Profesor Moriarty je fiktivní postava z povídek a románů Sira Arthura Conana Doyla o Sherlocku Holmesovi. Moriarty je zločinecký génius, kterého Holmes popisuje jako Napoleona zločinu. Doyle použil označení Roberta Andersona, který tak nazval Adama Wortha. Sir Arthur Conan Doyle postavu vymyslel především proto, aby měl jak zabít Sherlocka. Kromě povídky Poslední případ byl Moriarty vždy jen krátce zmíněn. Jiní autoři dávali jeho postavě větší význam, často se objevuje v pastiších.

## Výskyt
Moriarty vystupuje především v povídce Poslední případ, kde je Sherlock nucen uprchnout z Anglie na kontinent ve snaze uniknout smrti. Zločinecký génius ho následuje a dostihne u Reichenbašských vodopádů. Setkání zdánlivě končí smrtí Holmese i Moriartyho. V tomto příběhu je Moriarty představen jako mistr zločinu, který kryje téměř všechny zločince v zemi a na oplátku vyžaduje poslušnost. Holmes se začal zajímat o Moriartyho, když pochopil, že mnoho případů, které vyřešil, nebyly izolované zločiny, ale součást organizovaného zločinu.
Kromě Posledního případu se objeví už jen v Údolí strachu, který se odehrál před Posledním případem, ale vydán byl později. Tam se Holmes pokusí zabránit Moriartyho agentovi spáchat vraždu.
Krom toho byl Moriarty krátce zmíněn v pěti dalších povídkách: Prázdný dům, Stavitel z Nordwoodu, Zmizelý hráč rugby, Vznešený klient a Poslední poklona.
Doktor Watson se s profesorem Moriartym setkal pouze v příběhu Dům hedvábí, který ovšem napsal Anthony Horowitz, zde se pokusil Holmesovi pomoct dostat se z věznice Holloway. V tom, zda Watson profesora zná, je Sir Arthur Conan Doyle nekonzistentní. V Posledním případu doktor Watson říká, že o něm nikdy neslyšel, ale v povídce Údolí strachu, které se odehrálo dříve, ho Watson už zná.

## Osobnost
Moriarty je velmi inteligentní (i v porovnání s Holmesem), prohnaný, lstivý, vypočítavý a manipulativní. Do zločinů se nikdy sám nezapojuje, ale vždy za sebe nechá pracovat jiné lidi, takže on sám je v podstatě nedohledatelný a v bezpečí.
V Posledním případu Sherlock popisuje Moriartyho takto:
| „ | Je to Napoleon zločinu, Watsone. Je organizátorem dobré poloviny zla a skoro všeho, co v tomto velkoměstě nebylo vypátráno. Je to génius, filosof, člověk abstraktního myšlení. Má prvotřídní mozek. Sedí nehybně jako pavouk uprostřed sítě, ale ta síť má tisíc paprsků a on bezpečně reaguje na sebemenší záchvěv každého z nich. On sám toho dělá málo. Jenom plánuje. Má však spoustu výtečně organizovaných agentů. Má-li být spáchán nějaký zločin, ukraden dokument, nebo třeba vydrancován nějaký dům, má-li zmizet nějaký člověk - stačí slůvko profesorovi, a celá věc je zorganizována a provedena. Agent může být chycen. V tom případě se najdou peníze na kauci nebo na obhájce. Centrum, pro které agent pracuje, není však odhaleno nikdy - dokonce na ně ani nepadne podezření. Existenci této organizace jsem si vydedukoval, Watsone, a veškerou svou energii jsem zasvětil tomu, abych ji odhalil a zneškodnil. | “ |

Podobně o něm Holmes mluví i v Údolí strachu:
| „ | Když ale nazýváte Moriartyho zločincem, dopouštíte se v očích zákona urážky na cti, a v tom právě je ten půvab a nádhera. Největší intrikán všech dob, organizátor kdejakého ďábelského kousku, mozek, který řídí podsvětí - mozek, který je s to vážně ovlivnit osudy celých národů - to je Moriarty. Je ale tak povznesen nad každé běžné podezření, tak imunní vůči jakékoli kritice - tak obdivuhodně zločiny organizuje a zároveň sám sebe kryje, že už jen pro těch pár slov, která jste vyslovil; mohl by vás pohnat před soud a žádat vaši celoroční penzi jako odškodné za nactiutrhání. Cožpak není váženým autorem knihy Dynamika asteroida, která se povznáší do tak éterických výšin čiré matematiky, že se údajně nenašel člověk, jenž by o ní byl s to napsat do odborného tisku kritiku? Což je možné takového člověka očernit? Doktor s nevymáchanou pusou a zlovolně pomlouvaný profesor - to by byly role, v nichž byste stanuli před veřejností. Ten člověk je génius, Watsone. Jestli mě ale nepřipraví o život darebáci menšího kalibru, přijde den, kdy s Moriartym změříme své síly. | “ |

Původní záměr Sira Arthura Conana Doyla byl, že Moriarty zabije Holmese a tím celá série povídek skončí. Nakonec si ale fanoušci vynutili pokračování a Doyle navázal povídkou Prázdný dům.